# Dalibor Smutný
Dalibor Smutný (22. května 1964 Hořice) je český výtvarník a pedagog. Námětem jeho prací je příroda, zejména rostliny a stromy. Hlavním způsobem vyjádření je mezzotinta.

## Život
V letech 1979–1982 studoval na Střední průmyslové škole bižuterní v Jablonci nad Nisou, v letech 1982–1988 na Akademii výtvarných umění v Praze u Ladislava Čepeláka. V roce 1991 se na své alma mater stal odborným asistentem v ateliéru Grafika I a až do roku 2016 byl asistentem v ateliéru profesora Jiřího Lindovského. Roku 2012 zde byl jmenovaný docentem. V letech 2014–2016 působil jako vedoucí pedagog v ateliéru Grafika/kresba na Art&Design Institutu v Praze, v období 2016–2022 byl vedoucím pedagogem ateliéru Grafika I na Akademii výtvarných umění, kde v roce 1991 své pedagogické působení začínal. Roku 2021 zde byl jmenován profesorem. Od roku 2016 je také pedagogem na katedře architektury Stavební fakulty ČVUT se zaměřením na výtvarnou tvorbu. V roce 2022 začal učit na katedře výtvarné kultury Fakulty pedagogické Západočeské univerzity.
Od roku 2002 je členem Sdružení českých umělců grafiků Hollar. Rokem 2008 se datuje jeho členství v Umělecké besedě, v jejímž rámci často vystavuje. Smutný žije a pracuje v Praze, Hostivici a Rasochách.

## Dílo
Primárním Smutného tématem je světlo, hlavním zdrojem inspirace je příroda, jedinečným způsobem vyjádření pak mezzotinta. Tato časově náročná grafická technika tisku z hloubky modeluje tvary světlem. "Pomalým vyhlazováním nazrněné měděné desky, kloubícím volně podle benediktinů meditaci a práci, dospívá Dalibor Smutný k jemné modelaci šerosvitem, kde se spolu uplatňují černi i náhlý jas." Jakkoliv je Smutného doménou mezzotinta, vyjadřuje své vidění přírody také olejomalbou. Smutného obrazy možno pokládat za obrazový výraz poezie. Jeho květiny, sněhové vločky či stromy se jakoby ztrácejí v mlze. Vymykají se letmému pohledu, vyžadují emoční soustředění. Podle Richarda Duryho je malíř tvůrcem pokojných emocí. Jeho příroda proplouvá časem a mizí v bezčasí. Příroda a její části se na okamžik vyjevují, jsou ale nedotknutelné, pomíjivé a zároveň záhadné. Plavou prostorem za nočního osvětlení.

### Výstavy

#### Samostatné výstavy (výběr)

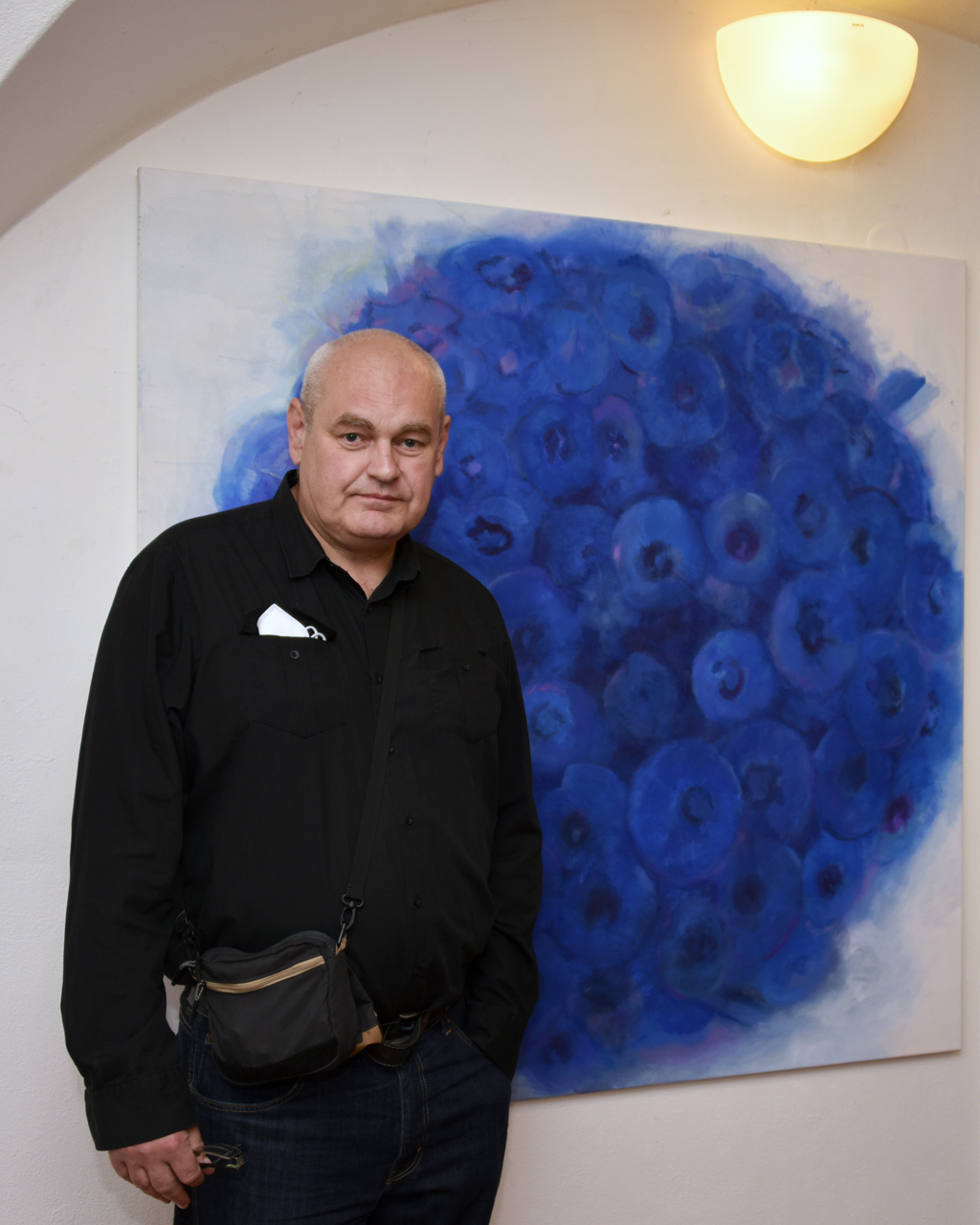
Smutný s obrazem Pampeliška v roce 2021

- 1992 Dalibor Smutný, Divadlo F. X. Šaldy, Liberec
- 1996 Dalibor Smutný, Galerie Caesar, Olomouc
- 1999 Dalibor Smutný, Galerie ve Věži, Planá u Mariánských Lázní
- 2001 Zahrada, Galerie Nový svět, Praha
- 2003 Něco z krajiny, Bayer & Bayer, Praha
- 2004 Rytiny, Horst Stauber Galerie, Pasov
- 2005 Dalibor Smutný, grafika, Galerie in Camera, Pelléova vila Praha
- 2006 Mezzotinta, Galerie Jiřího Jílka, Šumperk
- 2007 Rasochy, Galerie 13, Západočeská galerie v Plzni
- 2008 Orchidea, Galerie Havelka, Praha
- 2008 Tichá přítomnost, Alšova jihočeská galerie, Wortnerův dům, České Budějovice
- 2014 Nebe, grafické práce, Galerie Hollar, Praha
- 2016 Ze světla ke světlu Galerie Středočeského kraje, Kutná Hora
- 2021 Hranice světla, Galerie Peron, Praha
- 2023 Sekvence, Galerie Havelka, Praha

#### Skupinové výstavy (výběr)
- 1993 Mezinárodní bienále grafiky 93, Győr
- 1995 1. Mezinárodní trienále grafiky Praha, Inter-Kontakt-Grafik 95, Staroměstská radnice, Praha
- 1996 Konfrontace, Svárov
- 1998 2. Mezinárodní trienále grafiky Praha, Inter-Kontakt-Grafik 98, Staroměstská radnice, Praha
- 1999 Labyrint, Mole Vanvitelliana, Ancona, Itálie
- 2002 Česká grafika – půlstoletí proměn české grafické tvorby, Mánes, Praha
- 2003 Grafika roku 2002 Staroměstská radnice, Praha
- 2006 Doteky země, Galerie moderního umění v Roudnici nad Labem
- 2006 Současná mezzotinta, Oblastní galerie Liberec
- 2006 Příští stanice Arkádia, Landschloss Pirna-Zuschendorf, Německo

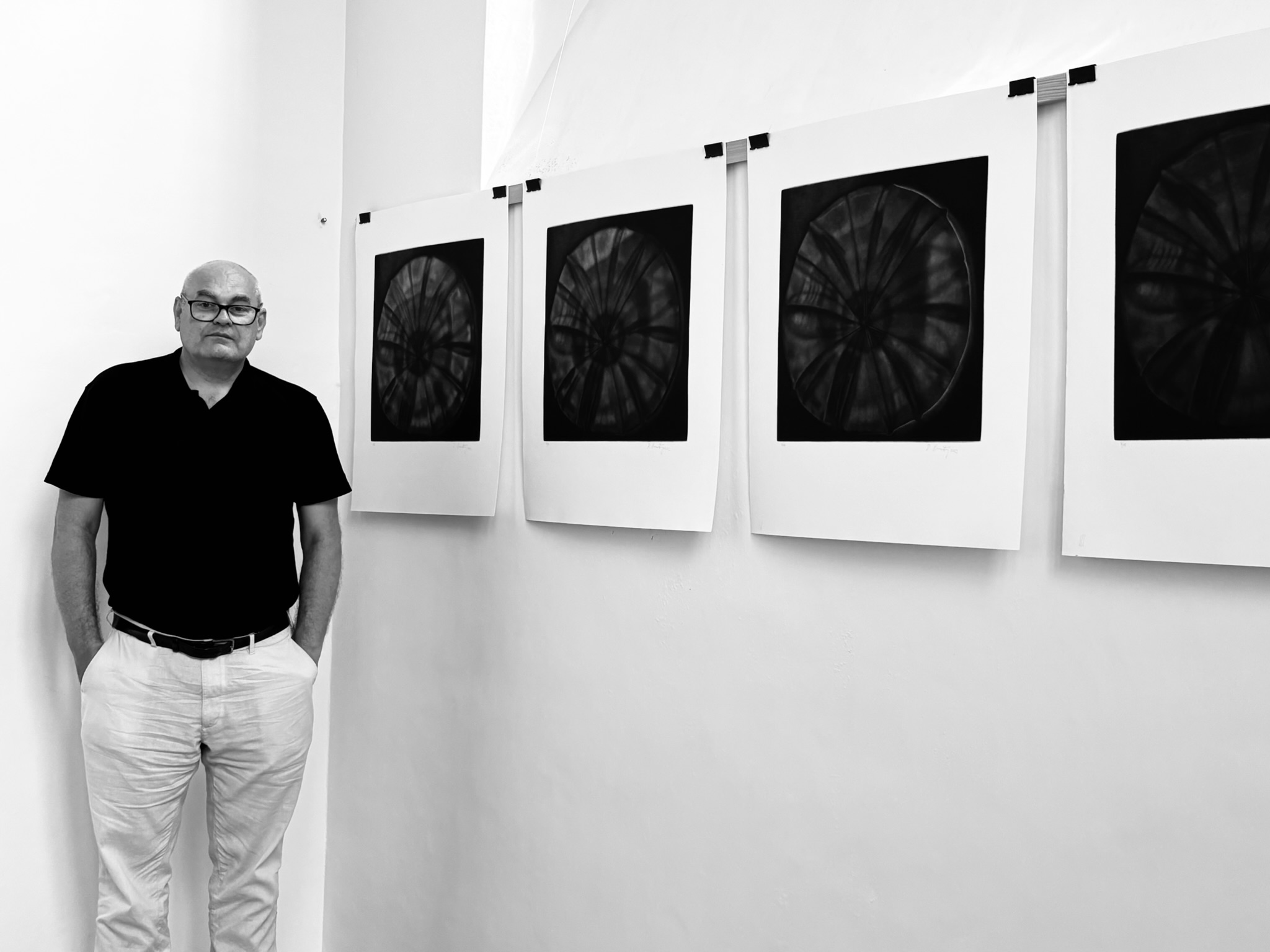
Smutný a jeho mezzotinty na výstavě Fenomén Boudník v roce 2025

- 2007 TransText kurzívoufery, 5. Mezinárodní trienále grafiky, Staroměstská radnice, Praha
- 2009 International Print Triennial, Krakov, Oldenburg, Vídeň
- 2009 Šárka Trčková a Dalibor Smutný, Kondor Béla Galeria, Magyar Képzőművészeti Egyetem, Budapešť
- 2011 Umění současné české grafiky, Galerie Space Lou, Soul
- 2011 International Print Biennial a Collection of Prints, Guanlan, Čína
- 2011 Grafika roku 2010, Muzeum hlavního města Prahy, Clam-Gallasův palác
- 2012 International Print Exhibition, Metropolitan Art Museum, Tokio
- 2012 Main Exhibition of the International Print Triennial, Bunkier Sztuki Gallery of Contemporary Art, Krakov
- 2015 Tváře krajiny, Rabasova galerie Rakovník
- 2017 Stavy mysli / Za obrazem – Obměny a intervence, GASK, Kutná Hora
- 2018 Soutok Umělecká beseda, Stará čistírna odpadních vod, Praha
- 2019 Prostory grafického myšlení ateliéru Grafiky 1 – AVU, Galerie Hollar, Praha
- 2019 Post.Print, Muzeum umění Olomouc
- 2020 Poutník, jenž se vrací, Umělecká beseda, Kostel Zvěstování Panny Marie, Litoměřice
- 2022 Florálie / objetí květů, Museum Montanelli, Praha
- 2023 Grafika roku 2022, Betlémská kaple – Lapidárium a Česká Galerie Moderního Umění, Praha
- 2023 V umění volnost, Muzeum hlavního města Prahy, Clam-Gallasův palác[8]
- 2024 Tichý Smutný, Smutný Tichý, Galerie Benedikta Rejta, Louny
- 2025 Fenomén Boudník, Galerie umění Karlovy Vary, Letohrádek Ostrov

#### Ocenění
- 1999 Grafika roku 1998 – Nákupní cena Ministerstva zahraničních věcí ČR, grafický list Keř, Praha
- 2002 Grafika roku 2001 – Cena firmy Metrostav, za techniku tisku z hloubky, grafický list Magnolie, Praha
- 2003 Grafika roku 2002 – Cena Nadace Český fond umění, v kategorii A, grafický list Kaštany, Praha
- 2004 Grafika roku 2003 – Čestné uznání za techniku tisku z hloubky, grafický list Mučenka, Praha
- 2005 Grafika roku 2004 – Čestné uznání za techniku tisku z hloubky, grafický list Durman, Praha
- 2005 Cena SČUG Hollar 2005 – Cena za soubor grafických listů Noční zahrada, Praha
- 2006 Grafika roku 2005 – Cena firmy CZ-Diatech, za techniku tisku z hloubky, grafický list Sněží, Praha
- 2006 Grafika roku 2005 – Čestné uznání v kategorii B, grafický list Noční zahrada, Praha
- 2006 Grafika roku 2005 – Čestné uznání v kategorii A, grafický list Sněží, Praha
- 2007 Transfery, 5. Mezinárodní trienále grafiky – Čestná cena poroty, Praha
- 2007 Grafix 2007, Grand Prix (Cena Cyrila Urbana), Česko-rakouské bienále grafiky – Hlavní cena za soubor grafických listů Noční zahrada, Břeclav
- 2008 Grafika roku 2007 – Čestné uznání za techniku tisku z hloubky, grafický list Noční déšť, Praha
- 2009 Grafika roku 2008 – Čestná cena poroty a čestné uznání za techniku tisku z hloubky, grafický list Svítání, Praha
- 2011 Grafika roku 2010 – Cena partnera Eurovia CS, a.s., za techniku tisku z hloubky, grafický list Ráno, Praha
- 2012 Grafika roku 2011 – Čestné uznání za techniku tisku z hloubky, grafický list Večer, Praha
- 2015 Grafika roku 2014 – Speciální cena za techniku tisku z hloubky, grafický list Teď, Praha
- 2016 Cena Vladimíra Boudníka, Praha
- 2023 Grafika roku 2022 – Cena za techniku tisku z hloubky, grafický list (triptych) Chronologie světla, Praha[8]

#### Zastoupení ve sbírkách
- Národní galerie Praha
- Galerie Středočeského kraje Kutná Hora
- Západočeská galerie v Plzni
- Alšova jihočeská galerie v Hluboké nad Vltavou
- Muzeum umění Olomouc
- Oblastní galerie Liberec
- Ministerstvo zahraničních věcí České republiky
- Galerie Klatovy / Klenová
- Galerie Benedikta Rejta
- Maďarská univerzita výtvarných umění, Budapešť

## Galerie

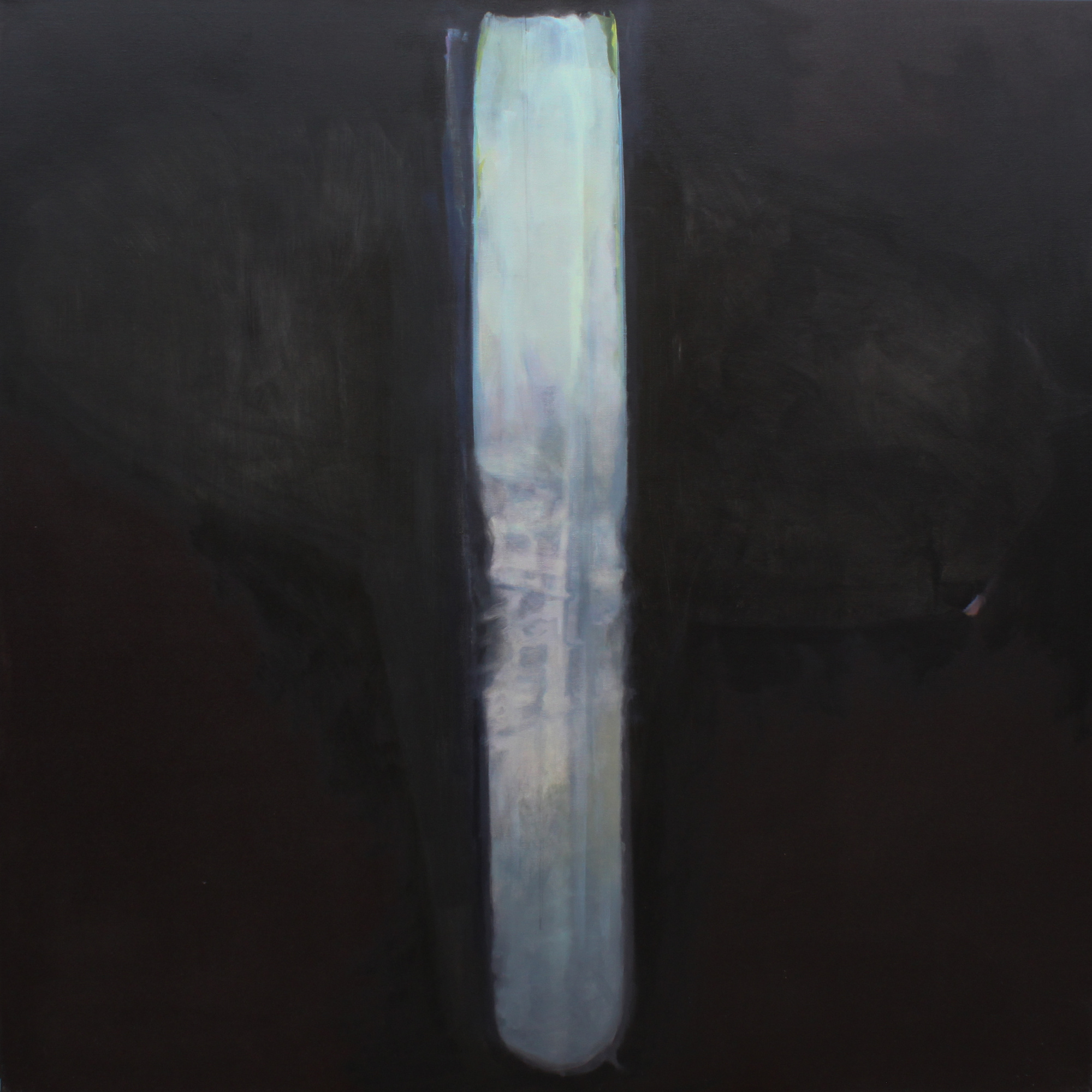
Ráno, olej na plátně, 2012
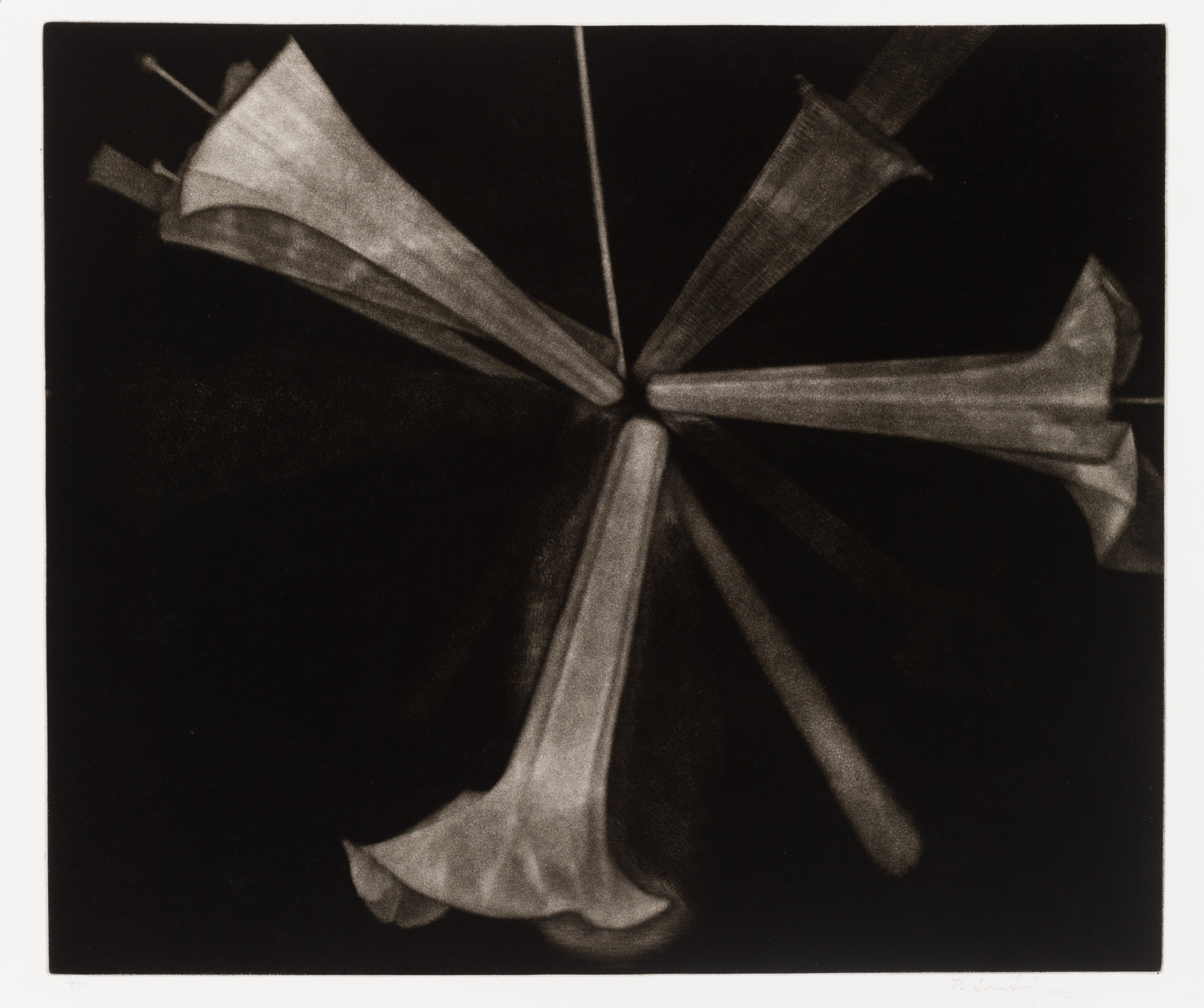
Hvězda, mezzotinta, 2012
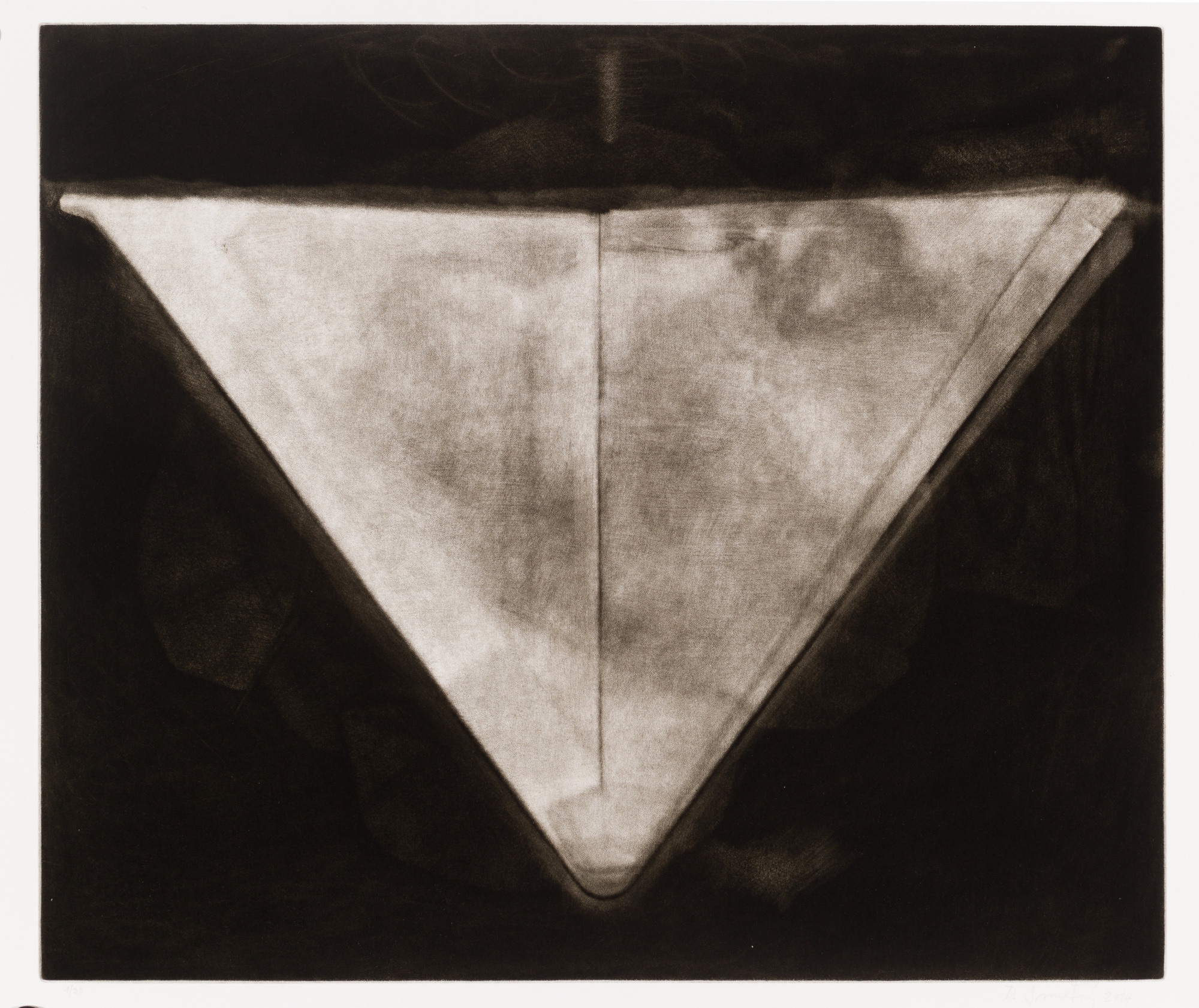
Teď, mezzotinta, 2014
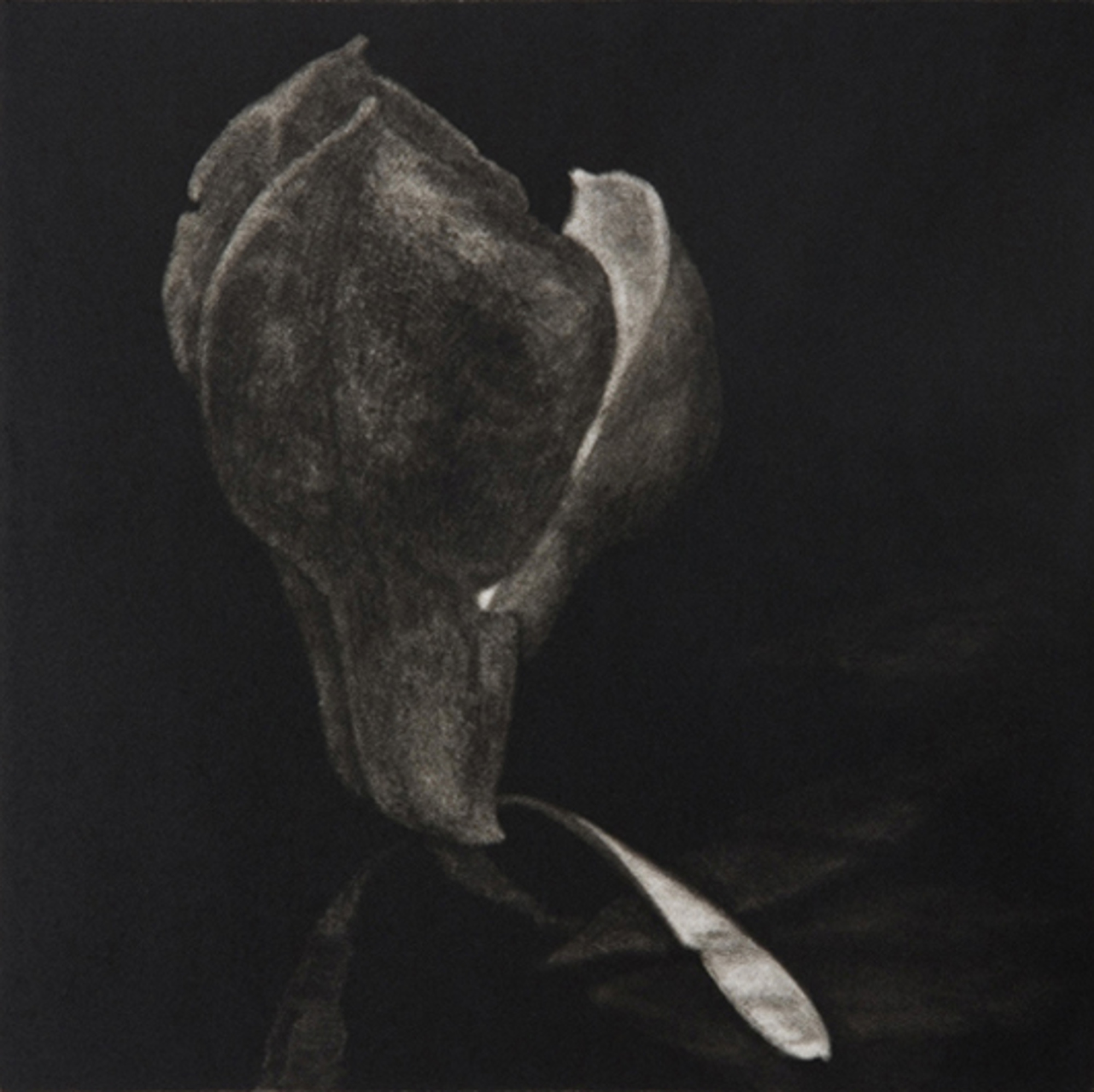
Magnolie, mezzotinta, 2001
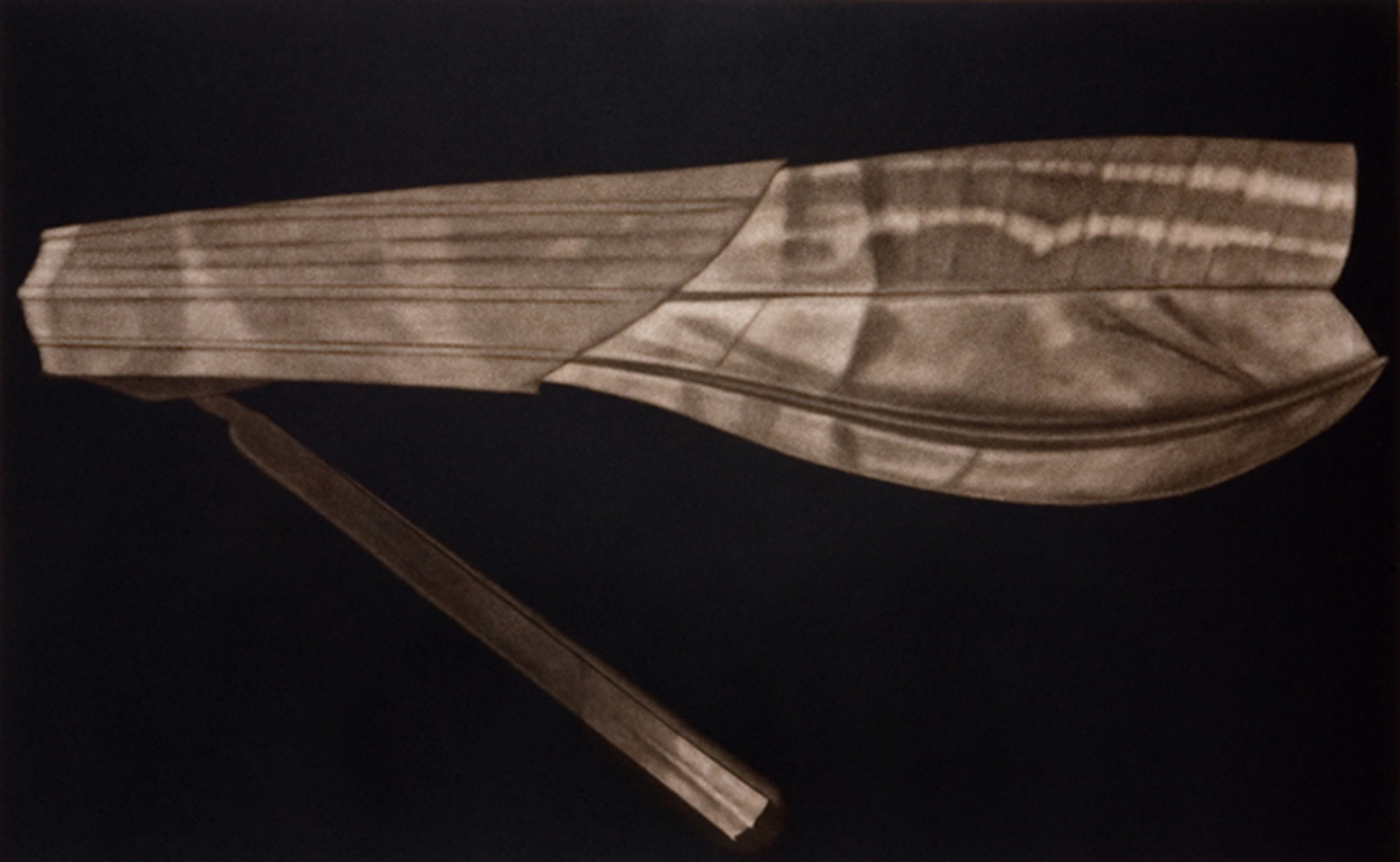
Svítání, mezzotinta, 2008
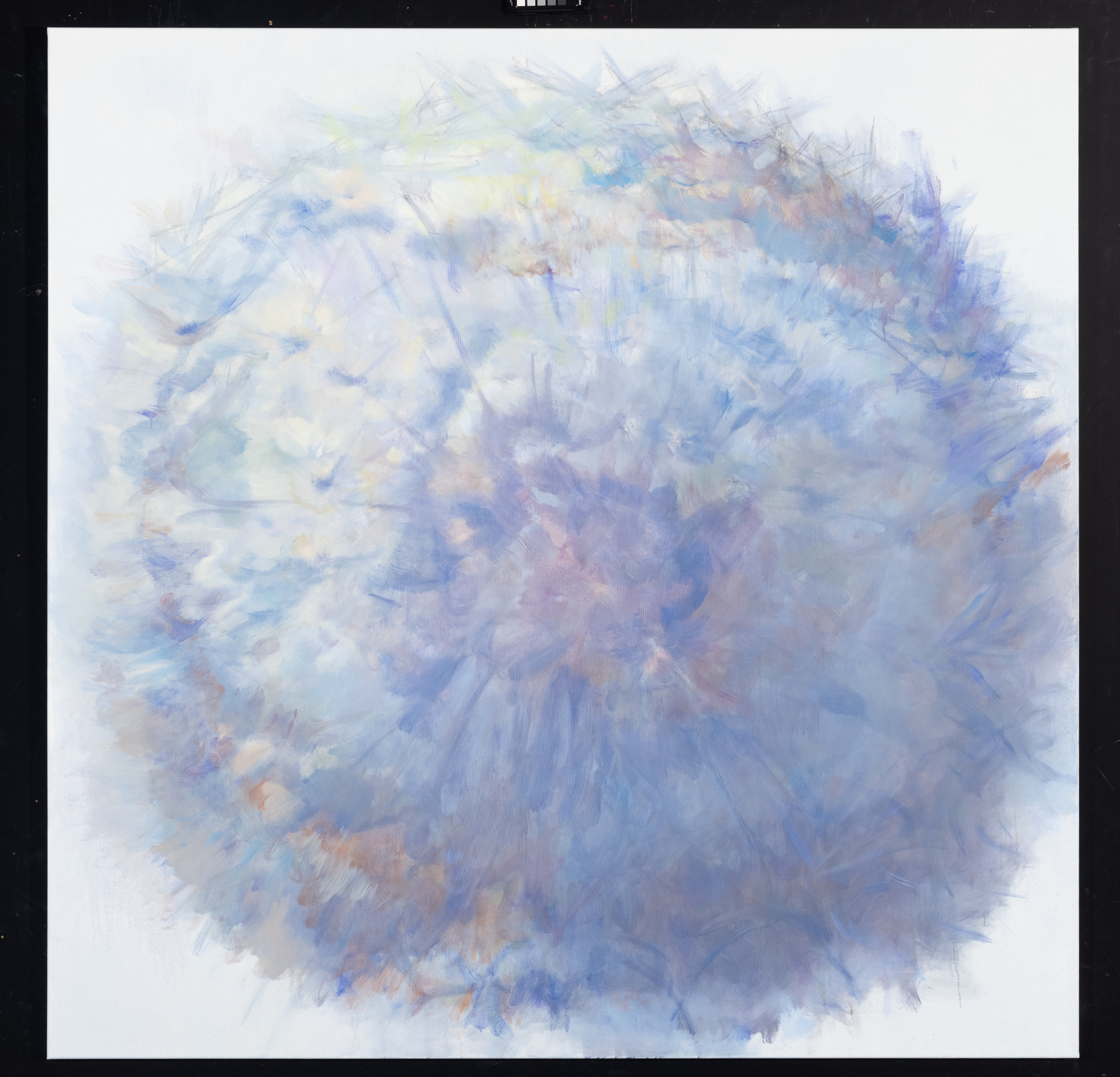
Pampeliška, olej na plátně, 2021
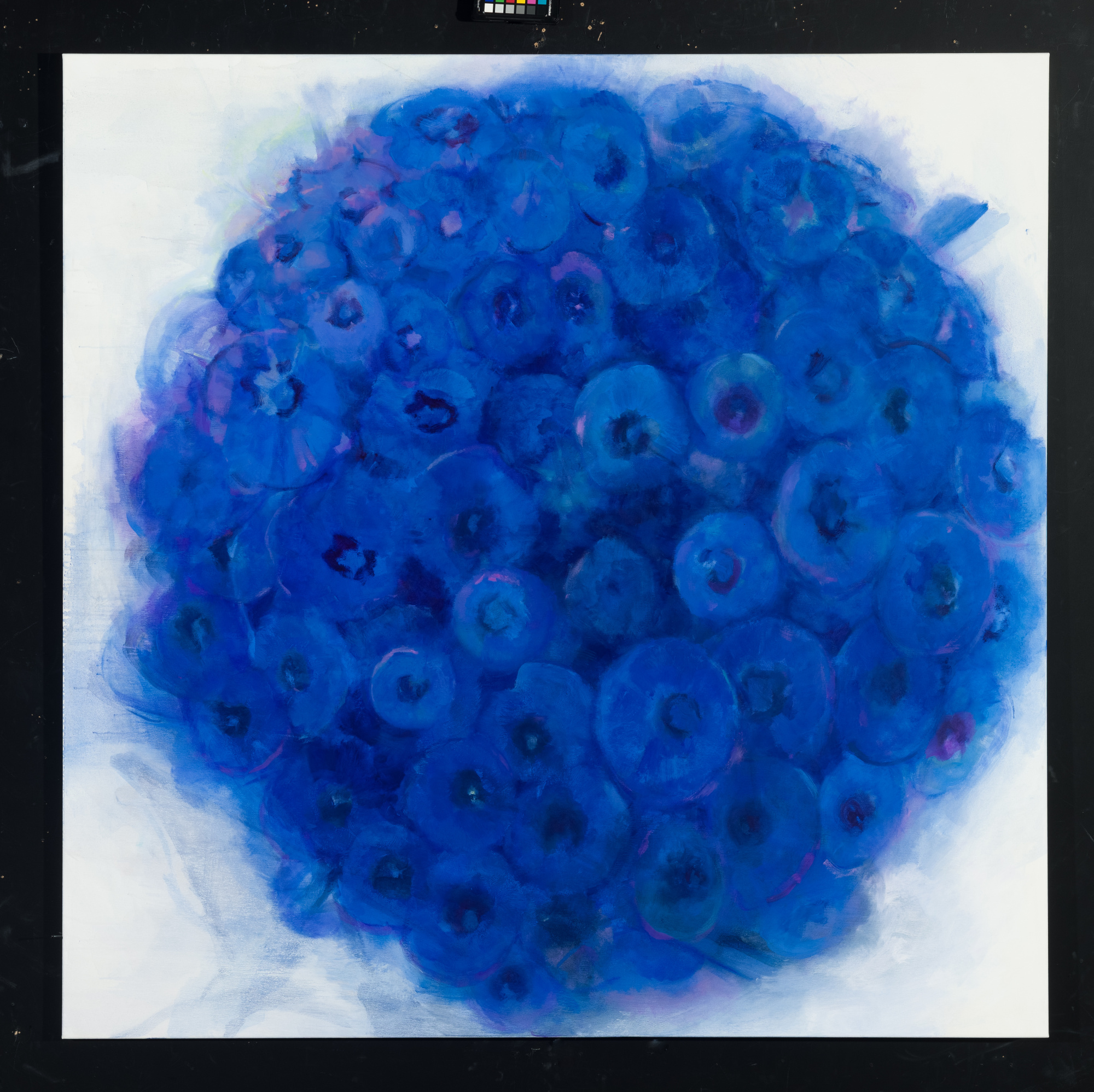
Pampeliška, olej na plátně, 2022